# Lorenco Šimić
Lorenco Šimić est un footballeur croate né le 15 juillet 1996 à Split. Il évolue au poste de défenseur central au SSC Bari, en prêt du Maccabi Haïfa.

## Carrière

### En club
Formé à l'Hajduk Split, il est prêté en 2015 au club ukrainien de l'Hoverla Oujhorod. Il joue son premier match en championnat d'Ukraine le 4 mai 2015, contre le Dynamo Kiev. 
Il joue son premier match professionnel avec Hajduk Split le 1er mars 2016, contre le NK Osijek. Il marque son premier but sept jours plus tard, contre l'Inter Zaprešić. 
Le 31 janvier 2017, il signe à l'UC Sampdoria. 

### En équipe nationale
Avec les espoirs, il inscrit un but contre la Biélorussie en octobre 2017. Cette rencontre gagnée sur le score de 2-1 rentre dans le cadre des éliminatoires de l'Euro espoirs 2019.